# Lista odcinków serialu Dark Matter
Poniżej znajduje się lista odcinków serialu telewizyjnego Dark Matter – emitowanego przez amerykańską stację telewizyjną  SyFy od 12 czerwca 2015 roku do 25 sierpnia 2017 roku. Powstały trzy serię, które łącznie składają się z 39 odcinków. W Polsce serial był emitowany od 14 czerwca 2015 roku do 17 września 2017 roku przez SciFi Universal
| Sezon | Sezon | Odcinki | Oryginalna emisja SyFy | Oryginalna emisja SyFy | Oryginalna emisja SciFi Universal | Oryginalna emisja SciFi Universal | Oryginalna emisja SciFi Universal |
| Sezon | Sezon | Odcinki | Premiera sezonu        | Finał sezonu           | Premiera sezonu                   | Finał sezonu                      |                                   |
| ----- | ----- | ------- | ---------------------- | ---------------------- | --------------------------------- | --------------------------------- | --------------------------------- |
|       | 1     | 13      | 12 czerwca 2015        | 28 sierpnia 2015       | 14 czerwca 2015                   | 6 września 2015                   |                                   |
|       | 2     | 13      | 1 lipca 2016           | 16 września 2016       | 10 lipca 2016                     | 9 października 2016               |                                   |
|       | 3     | 13      | 9 czerwca 2017.        | 25 sierpnia 2017       | 25 czerwca 2017                   | 17 września 2017                  |                                   |

## Sezon 1 (2015)
| Nr | #  | Tytuł            | Reżyseria      | Scenariusz                   | Premiera SyFy    | Premiera SciFi Universal |
| -- | -- | ---------------- | -------------- | ---------------------------- | ---------------- | ------------------------ |
| 1  | 1  | Episode One      | T.J. Scott     | Joseph Mallozzi, Paul Mullie | 12 czerwca 2015  | 14 czerwca 2015          |
| 2  | 2  | Episode Two      | T.J. Scott     | Joseph Mallozzi, Paul Mullie | 19 czerwca 2015  | 21 czerwca 2015          |
| 3  | 3  | Episode Three    | Paolo Barzman  | Martin Gero                  | 26 czerwca 2015  | 28 czerwca 2015          |
| 4  | 4  | Episode Four     | Amanda Tapping | Joseph Mallozzi              | 3 lipca 2015     | 5 lipca 2015             |
| 5  | 5  | Episode Five     | Lee Rose       | Paul Mullie                  | 10 lipca 2015    | 12 lipca 2015            |
| 6  | 6  | Episode Six      | Ron Murphy     | Paul Mullie                  | 17 lipca 2015    | 19 lipca 2015            |
| 7  | 7  | Episode Seven    | Bruce McDonald | Robert C. Cooper             | 24 lipca 2015    | 26 lipca 2015            |
| 8  | 8  | Episode Eight    | T.W. Peacocke  | Trevor Finn                  | 31 lipca 2015    | 2 sierpnia 2015          |
| 9  | 9  | Episode Nine     | Ron Murphy     | Joseph Mallozzi              | 7 sierpnia 2015  | 9 sierpnia 2015          |
| 10 | 10 | Episode Ten      | John Stead     | Paul Mullie                  | 14 sierpnia 2015 | 16 sierpnia 2015         |
| 11 | 11 | Episode Eleven   | Martin Wood    | Paul Mullie                  | 21 sierpnia 2015 | 23 sierpnia 2015         |
| 12 | 12 | Episode Twelve   | Andy Mikita    | Joseph Mallozzi              | 28 sierpnia 2015 | 30 sierpnia 2015         |
| 13 | 13 | Episode Thirteen | Andy Mikita    | Joseph Mallozzi, Paul Mullie | 28 sierpnia 2015 | 6 września 2015          |

## Sezon 2 (2016)
| Nr | #  | Tytuł                                                                                  | Reżyseria       | Scenariusz                   | Premiera SyFy    | Premiera SciFi Universal |
| -- | -- | -------------------------------------------------------------------------------------- | --------------- | ---------------------------- | ---------------- | ------------------------ |
| 14 | 1  | 'Witajcie w swoim nowym domu' Welcome to Your New Home                                 | Amanda Tapping  | Paul Mullie                  | 1 lipca 2016     | 10 lipca 2016            |
| 15 | 2  | 'Zabić ich wszystkich' Kill Them All                                                   | Bruce McDonald  | Joseph Mallozzi              | 8 lipca 2016     | 17 lipca 2016            |
| 16 | 3  | 'Twoje drugie ja' I've See the Other Side of You                                       | Steve Dimarco   | Paul Mullie                  | 15 lipca 2016    | 24 lipca 2016            |
| 17 | 4  | 'Byliśmy rodziną' We Were Family                                                       | John Stead      | Joseph Mallozzi              | 22 lipca 2016    | 7 sierpnia 2016          |
| 18 | 5  | 'Zdecydowaliśmy, że zostajesz z nami' We Voted Not to Space You                        | Ron Murphy      | Paul Mullie                  | 29 lipca 2016    | 14 sierpnia 2016         |
| 19 | 6  | ' Powinniśmy byli to przewidzieć' We Should Have Seen This Coming                      | Bruce McDonald  | Robert C. Cooper             | 5 sierpnia 2016  | 21 sierpnia 2016         |
| 20 | 7  | 'Teraz jest jedną z nich' She's One Of Them Now                                        | Jason Priestley | Harley Peyton                | 12 sierpnia 2016 | 28 sierpnia 2016         |
| 21 | 8  | 'Kradzieże, zabójstwa ' Stuff To Steal, People To Kill                                 | Andy Mikita     | Joseph Mallozzi              | 19 sierpnia 2016 | 4 września 2016          |
| 22 | 9  | 'Walczymy do końca ' Going Out Fighting                                                | Peter DeLuise   | Ivon Bartok                  | 26 sierpnia 2016 | 11 września 2016         |
| 23 | 10 | 'Musisz strzelić ' Take The Shot                                                       | Paul Day        | Paul Mullie                  | 2 września 2016  | 18 września 2016         |
| 24 | 11 | 'Żałuję, że nie wyrzuciliśmy cię w próźnię ' Wish I'd Spaced You When I Had The Chance | Mairzee Almas   | Joseph Mallozzi              | 9 września 2016  | 25 września 2016         |
| 25 | 12 | 'Czasem nie mamy wyboru ' Sometimes In Life You Don't Get To Choose                    | William Waring  | Joseph Mallozzi, Paul Mullie | 9 września 2016  | 2 października 2016      |
| 26 | 13 | ' Najpierw uratujemy galaktykę ' But First, We Save The Galaxy                         | Ron Murphy      | Joseph Mallozzi, Paul Mullie | 16 września 2016 | 9 października 2016      |

## Sezon 3 (2017)
| Nr | #  | Tytuł                                                              | Reżyseria           | Scenariusz                   | Premiera SyFy    | Premiera SciFi Universal |
| -- | -- | ------------------------------------------------------------------ | ------------------- | ---------------------------- | ---------------- | ------------------------ |
| 27 | 1  | 'Strasznie trudno jest być lepszym' Being Better Is So Much Harder | Ron Murph           | Joseph Mallozzi              | 9 czerwca 2017   | 25 czerwca 217           |
| 28 | 2  | 'Nie musi tak być' It Doesn't Have To Be Like This                 | Bruce McDonald      | Paul Mullie                  | 9 czerwca 2017   | 2 lipca 2017             |
| 29 | 3  | 'Witamy w rewolucji' Welcome to the Revolution                     | Steve DiMarco       | Joseph Mallozzi              | 16 czerwca 2017  | 9 lipca 2017             |
| 30 | 4  | 'Mamy mnóstwo czasu' All the Time in the World                     | Ron Murphy          | Joseph Mallozzi              | 23 czerwca 2017  | 16 lipca 2017            |
| 31 | 5  | 'Oddaj go, księżniczko' Give It Up, Princess                       | J.B. Sugar          | Paul Mullie                  | 30 czerwca 2017  | 23 lipca 2017            |
| 32 | 6  | 'Jeszcze jeden atut' One More Card To Play                         | Gail Harvey         | Alison Hepburn               | 7 lipca 2017     | 30 lipca 2017            |
| 33 | 7  | 'Chciałbym ci wierzyć' Wish I Could Believe You                    | Paul Day            | Ivon Bartok                  | 14 lipca 2017    | 6 sierpnia 2017          |
| 34 | 8  | 'Gorąca czekolada' Hot Chocolate                                   | John Stead          | Lawren Bancroft-Wilson       | 21 lipca 2017    | 13 sierpnia 2017         |
| 35 | 9  | 'Czy to nie paradoks?' Isn't That A Paradox?                       | Craig David Wallace | Joseph Mallozzi, Paul Mullie | 28 lipca 2017    | 20 sierpnia 2017         |
| 36 | 10 | 'Zbudowana, nie urodzona' Built, Not Born                          | Melanie Orr         | Joseph Mallozzi              | 4 sierpnia 2017  | 27 sierpnia 2017         |
| 37 | 11 | 'Spisek Dwarf Star' The Dwarf Star Conspiracy                      | Steve DiMarco       | Paul Mullie                  | 11 sierpnia 2017 | 3 września 2017          |
| 38 | 12 | 'Mój ostatni prezent' My Final Gift To You                         | Bruce McDonald      | Joseph Mallozzi              | 18 sierpnia 2017 | 10 września 2017         |
| 39 | 13 | 'Żadnej ucieczki' Nowhere To Go                                    | Ron Murphy          | Paul Mullie                  | 25 sierpnia 2017 | 17 września 2017         |